# Ludmiła Harażanska
Ludmiła Mikałajeuna Harażanska (biał. Людміла Мікалаеўна Гаражанская, ros. Людмила Николаевна Горожанская, Ludmiła Nikołajewna Gorożanska, ur. 17 czerwca 1970 w Brześciu) – białoruska kolarka torowa, brązowa medalistka mistrzostw świata.
Największy sukces w swojej karierze sukces Ludmiła Harażanska osiągnęła w 1994 roku, kiedy podczas mistrzostw świata w Palermo zdobyła brązowy medal w wyścigu punktowym. Wyprzedziły ją tylko Holenderka Ingrid Haringa oraz Rosjanka Swietłana Samochwałowa. Dwa lata później Harażanska brała udział w igrzyskach olimpijskich w Atlancie, gdzie w tej samej konkurencji była szósta. Do brązowej medalistki, Australijki Lucy Tyler-Sharman Białorusinka straciła osiem punktów.